# 18398 Bregenz
18398 Bregenz este un asteroid care intersectează orbita planetei Marte.

## Descriere
18398 Bregenz este un asteroid care intersectează orbita planetei Marte. Asteroidul prezintă o orbită caracterizată de o semiaxă mare de 2,31 ua, o excentricitate de 0,31 și o înclinație de 7,8° în raport cu ecliptica.